# 索莱里约
索莱里约（法語：Solérieux，法語發音：[sɔleʁjø]）是法国德龙省的一个市镇，属于尼永斯区。

## 地理
索莱里约（44°20'54"N, 4°49'55"E）面积8.55 平方千米，位于法国奥弗涅-罗讷-阿尔卑斯大区德龙省，该省份为法国东南部内陆省份，北起顺时针与伊泽尔省、上阿尔卑斯省、上普罗旺斯阿尔卑斯省、沃克吕兹省和阿尔代什省接壤。
与索莱里约接壤的市镇（或旧市镇、城区）包括：拉博姆德特朗西特、克朗赛、洛宗河畔蒙塞居尔、圣雷斯蒂蒂、叙兹拉鲁斯。

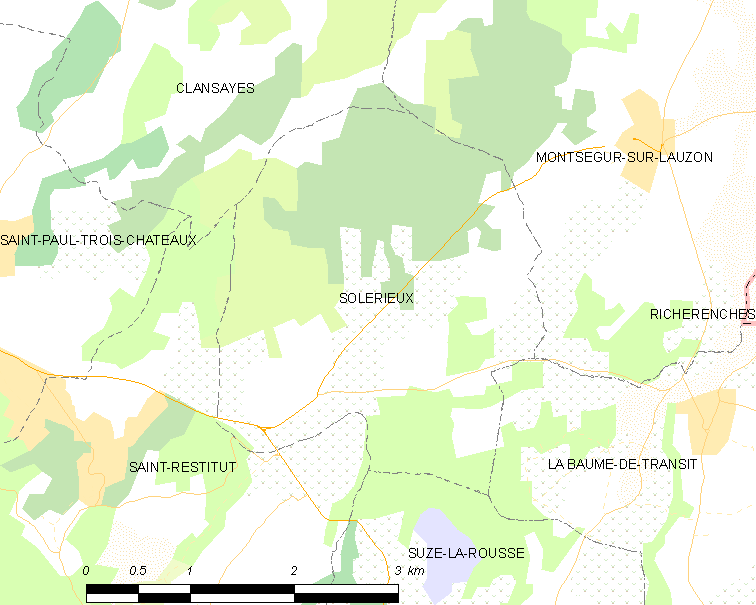
索莱里约的OSM定位图

索莱里约的时区为UTC+01:00、UTC+02:00（夏令时）。

## 行政
索莱里约的邮政编码为26130，INSEE市镇编码为26342。

## 政治
索莱里约所属的省级选区为特里卡斯坦县。

## 人口

1962-2008年间索莱里约人口变化图示

索莱里约于2022年1月1日时的人口数量为311人。